# Acrolophus leucodocis
Acrolophus leucodocis är en fjärilsart som beskrevs av Philipp Christoph Zeller 1877. Acrolophus leucodocis ingår i släktet Acrolophus och familjen Acrolophidae. Inga underarter finns listade i Catalogue of Life.